# Put Our Trust In Suicide
Put Our Trust In Suicide es el primer EP del grupo de heavy metal Davey Suicide publicado en noviembre de 2012.

## Lista de canciones
| Put Our Trust In Suicide |                                   |          |  |
| N.º                      | Título                            | Duración |  |
| 1.                       | «Generation Fack Star»            | 3:05     |  |
| 2.                       | «Grab a Gun and Hide Your Morals» | 2:37     |  |
| 3.                       | «Kids of America»                 | 3:40     |  |
| 4.                       | «Generation Fack Star (Remix)»    | 3:27     |  |
| 12:49                    |                                   |          |  |

## Músicos
- Davey Suicide: voz
- Eric Griffin: guitarra
- Needlz: teclados, coros y programadores
- Ben Graves: batería
- Frankie Sil: bajo

- Datos: Q29639791